# Ischnoptera bahiana
Ischnoptera bahiana är en kackerlacksart som beskrevs av Rocha e Silva och Fraga 1976. Ischnoptera bahiana ingår i släktet Ischnoptera och familjen småkackerlackor. Inga underarter finns listade i Catalogue of Life.